# Jean-Baptiste Tavernier
Jean-Baptiste Tavernier (París, 1605 - Moscú, 1689) fue un comerciante de gemas y viajero francés del siglo XVII. Viajero por cuenta propia, recorrió 60 000 leguas para realizar seis viajes a Persia e India entre los años 1630 y 1668. En 1675, a instancias del Rey Sol Luis XIV de Francia, publicó Les Six Voyages de Jean-Baptiste Tavernier (Seis viajes, 1676), que contienen interesantes notas geográficas, antropológicas y culturales. También es conocido por adquirir en 1666 el diamante Tavernier Azul de 116 quilates, que posteriormente vendió a Luis XIV de Francia en 1668 por 120.000 libras (el equivalente a 172.000 onzas de oro puro), y una carta de ennoblecimiento.

## Primeros años
Las conversaciones sobre lugares exóticos que oía diariamente en casa de su padre inspiraron en el joven Tavernier el ansia viajera. A los 16 años ya había visitado Inglaterra, los Países Bajos y el Sacro Imperio, y visto bastante de la Guerra de los Treinta Años con el coronel imperial Hans Brenner, con el cual se encontró en Núremberg. Cuatro años y medio al servicio del tío de Brenner, el virrey de Hungría (1624-29), y un breve período durante 1629 con el duque de Rethel y su padre el duque de Nevers, le proporcionaron una educación y modales cortesanos que con posterioridad le serían de inapreciable valor. En la defensa de Mantua en 1629, y en el Sacro Imperio al año siguiente con el coronel Walter Butler (conocido en relación con la muerte de Wallenstein), obtuvo cierta experiencia militar.
Ansioso por visitar Oriente, en Ratisbona tuvo oportunidad de unirse a dos padres franceses, M. de Chapes y M. de St. Liebau, que habían sido destinados a Levante. En su compañía alcanzó Constantinopla a comienzos de 1631, donde permaneció 11 meses, marchando a continuación a Persia vía Tokat, Erzurum y Ereván. Llegó hasta Isfahán y retornó por Bagdad, Alepo, Alejandreta, Malta e Italia, y estaba de vuelta a París en 1633.
Nada se sabe con certeza de los cinco años siguientes de su vida, pero es probable que en este período se convirtiera en interventor de la Casa del Duque de Orleans. En septiembre de 1638 comenzó un segundo viaje (1638-43) desde Alepo a Persia, y desde allí a la India, hasta alcanzar Agra y Golconda. Su visita a la corte del Gran Mogol y a las legendarias minas de diamantes se hallaba en relación con planes que realizó en posteriores viajes, cuando viajó como mercader del más alto rango, comerciando con las joyas más valiosas y otros objetos de lujo, para complacer a los más ricos y poderosos potentados orientales. Su segundo viaje fue seguido por otros cuatro. En el tercero (1643-49) llegó hasta Java, y retornó por el Cabo; pero sus relaciones con los holandeses no fueron satisfactorias, y un largo litigio en el viaje de vuelta sólo le compensó parcialmente.
En sus tres últimos viajes (1651-55, 1657-62, 1664-68) no fue más allá de la India.